# 丛茎滇紫草
丛茎滇紫草（学名：Onosma waddellii）为紫草科滇紫草属下的一个种。